# Mike Allotey-Kelvin
Mike Allotey-Kelvin (...) è un giocatore di football americano svizzero che gioca nel ruolo di defensive lineman per gli Zürich Renegades.